# Stapfiella muricata
Stapfiella muricata är en passionsblomsväxtart som beskrevs av Pierre Staner. Stapfiella muricata ingår i släktet Stapfiella och familjen passionsblomsväxter. Inga underarter finns listade i Catalogue of Life.